# Belagerung von Mainz (1814)
Die letzte Belagerung von Mainz fand vom 3. Januar bis 4. Mai 1814 während des „Winterfeldzugs 1814“ der Befreiungskriege um das seit 1797 französische Mayence statt. In dieser Auseinandersetzung belagerten 30.000 russische Soldaten, die ab Februar durch 9.000 deutsche unterstützt wurden, die Festung Mainz unter dem Kommando von Louis Alexandre Andrault de Langeron. Die Belagerung endete mit der Kapitulation der Verteidiger unter dem Gouverneur Charles Antoine Morand (1771–1835). Ein freier Abzug der Franzosen wurde ausgehandelt.
Nach den Niederlagen der Grande Armée bei Leipzig und Hanau 1813 flüchteten die überlebenden Soldaten in Panik zurück zum Rhein und über die Mainzer Schiffsbrücke in die Stadt hinein. Sie brachten den so genannten Typhus de Mayence mit, dem schätzungsweise über 16.000 französische Soldaten und knapp 2.500 Mainzer (10 % der Bevölkerung!) erlagen. Unter den Opfern war auch der Präfekt Jeanbon St. André, der am 10. Dezember 1813 starb. Die derart geschwächte Garnisonsstadt wurde nach dem Rheinübergang der Schlesischen Armee – Blücher wechselte im Januar 1814 bei Kaub von der rechten auf die linke Rheinseite, Sacken bei Mannheim – linksrheinisch umschlossen. Mit dem Eintreffen des 5. deutschen Armeekorps wurde der Belagerungsring am 18. Februar auf beiden Seiten des Rheins vervollständigt. Über drei Monate widerstanden die verbliebenen 27.000 Franzosen unter General Morand der Belagerung der wichtigsten östlichen Festung des Reichs, bis sie – nach dem Fall von Paris, der Abdankung Napoleons und der Vereidigung auf den neuen König Ludwig XVIII. – am 4. Mai 1814 Mayence und den rechtsrheinischen Brückenkopf Kastel räumen mussten.
Noch am selben Tag zog das 5. deutsche Armeekorps unter der Führung des Herzogs Ernst I. von Sachsen-Coburg und Gotha ein.